# اورتون، یورک‌شر شمالی
اورتون (به انگلیسی: Overton) یک روستا و محله مدنی در بریتانیا است که در Hambleton واقع شده‌است.